# Prescutum

Onderdelen van het borststuk van een huisvlieg:
1 = prescutum
2 = scutum
3 = scutellum
4 = propleuron
5 = mesopleuron
6 = metapleuron
7 = prosternum
8 = mesosternum
9 = metasternum

Het prescutum is een onderdeel van het borststuk van een insect. Prescutum betekent voor het schild en verwijst naar de positie op het borststuk. Het prescutum is gelegen aan de voorzijde van de bovenkant van het borststuk, voor respectievelijk het scutum op het midden en het scutellum aan de achterzijde.